# Кастельнуово-ди-Порта
Кастельнуово-ди-Порта (итал. Castelnuovo di Porto) — коммуна в Италии, располагается в области Лацио, подчиняется административному центру Рим.
Население составляет 7181 человек, плотность населения составляет 239 чел./км². Занимает площадь 30 км². Почтовый индекс — 060. Телефонный код — 06.
Покровителем коммуны почитается святой Антонин, празднование 2 сентября.